# アストロノータス
アストロノータス（Astronotus）は、スズキ目シクリッド科に分類される南アメリカ原産の魚の一属であり、また特にその一種Astronotus ocellatusの通称として使われる呼び名である。
いわゆるアメリカン・シクリッドの一種で、その改良品種等が観賞魚として世界的に人気を誇る。
アストロノータス属は A. crassipinnis と A. ocellatus の2種類が知られるが、世界的にも観賞魚としてよく知られている種は後者である。日本の観賞魚業界では「アストロノータス」（アストロノートゥス）あるいは英名でオスカー（Oscar）と呼べば本種を指すのが普通であるが、稀にA. crassipinnisも「オスカー」、「アストロノータス」として輸入されることがあるため、この項目で扱うことにする。

## 分類
本種ははじめマツダイ科のLobotes ocellatusとして1831年にルイ・アガシーによって記載されたが、その後の研究によってシクリッド科のアストロノータス属に分類し直された。

## 形態

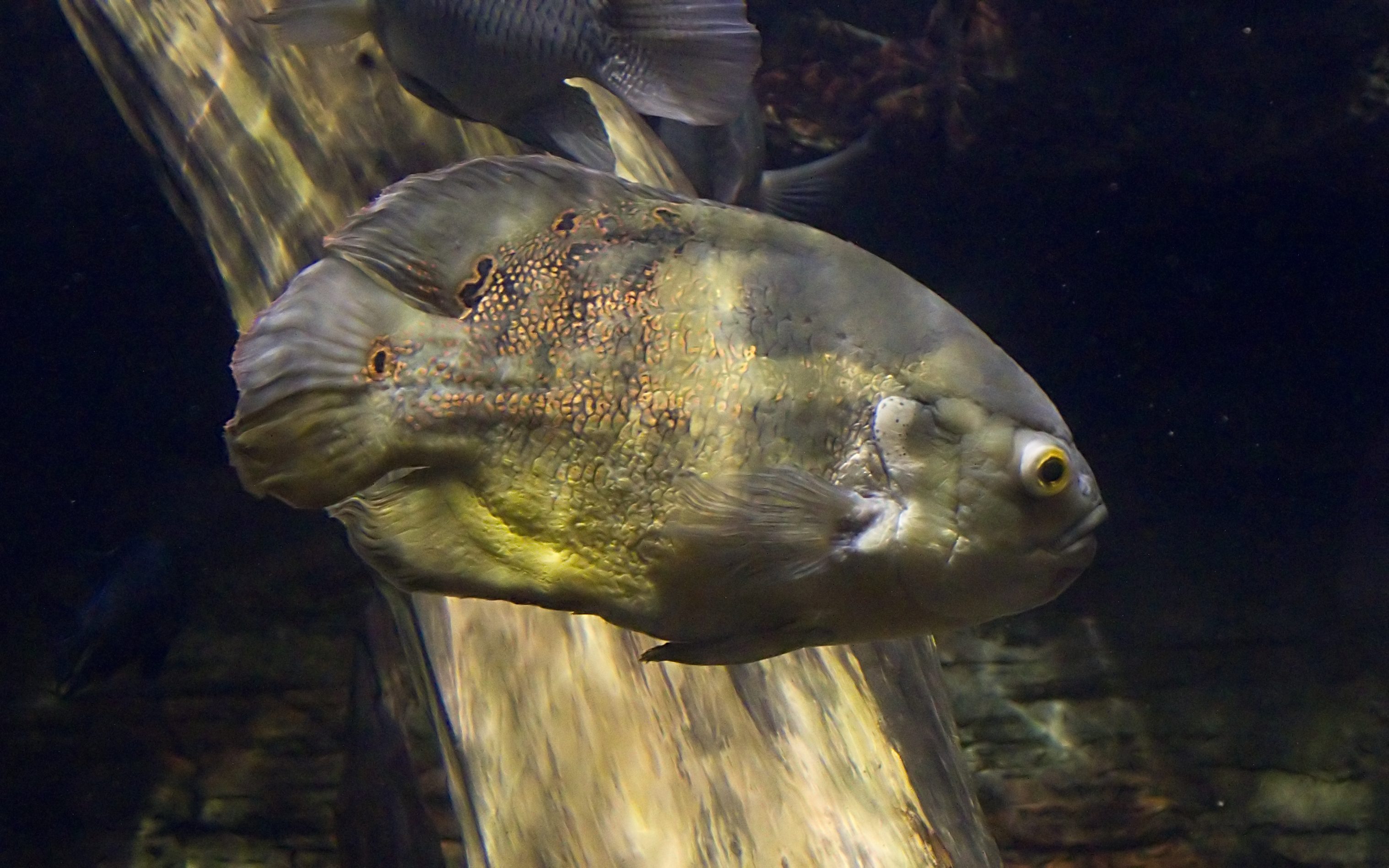
背びれと尾びれにある眼のような模様が特徴である

成魚は最大で全長45センチメートル、重さ1.6キログラムに達する。
体高は高くやや寸の詰まった体型である。各鰭は大きい。背鰭、尾鰭、尻鰭は分割してはいるが互いにほとんど隙間なく隣接して発達し、後方に向かって大きな扇型を形成する。これらの特徴は高速長距離の遊泳には適さないが、水中で複雑頻繁に姿勢を変えることを可能にしている。
眼はやや大きく、また他のスズキ目中層魚と比べ眼球が眼窩外に突出している。
野生で捕獲された個体は、普通暗い体色をしている。尾びれや背びれのつけ根には鮮やかな橙色で縁取られた黒い目玉模様があり、これは目を狙って襲ってくる水鳥や、生息域の重なるピラニアなどの天敵を欺き、頭部を守るための適応と考えられる。なお、この目玉状の模様（英語ではocelli）が種小名の由来である。また本種は縄張りを主張したり、同種の他個体を威嚇したりするために自らの体色を変えることが出来る。若魚は成魚と違った体色をしており、白色やオレンジ色の縞模様と、頭部の斑点が特徴である。

## 分布

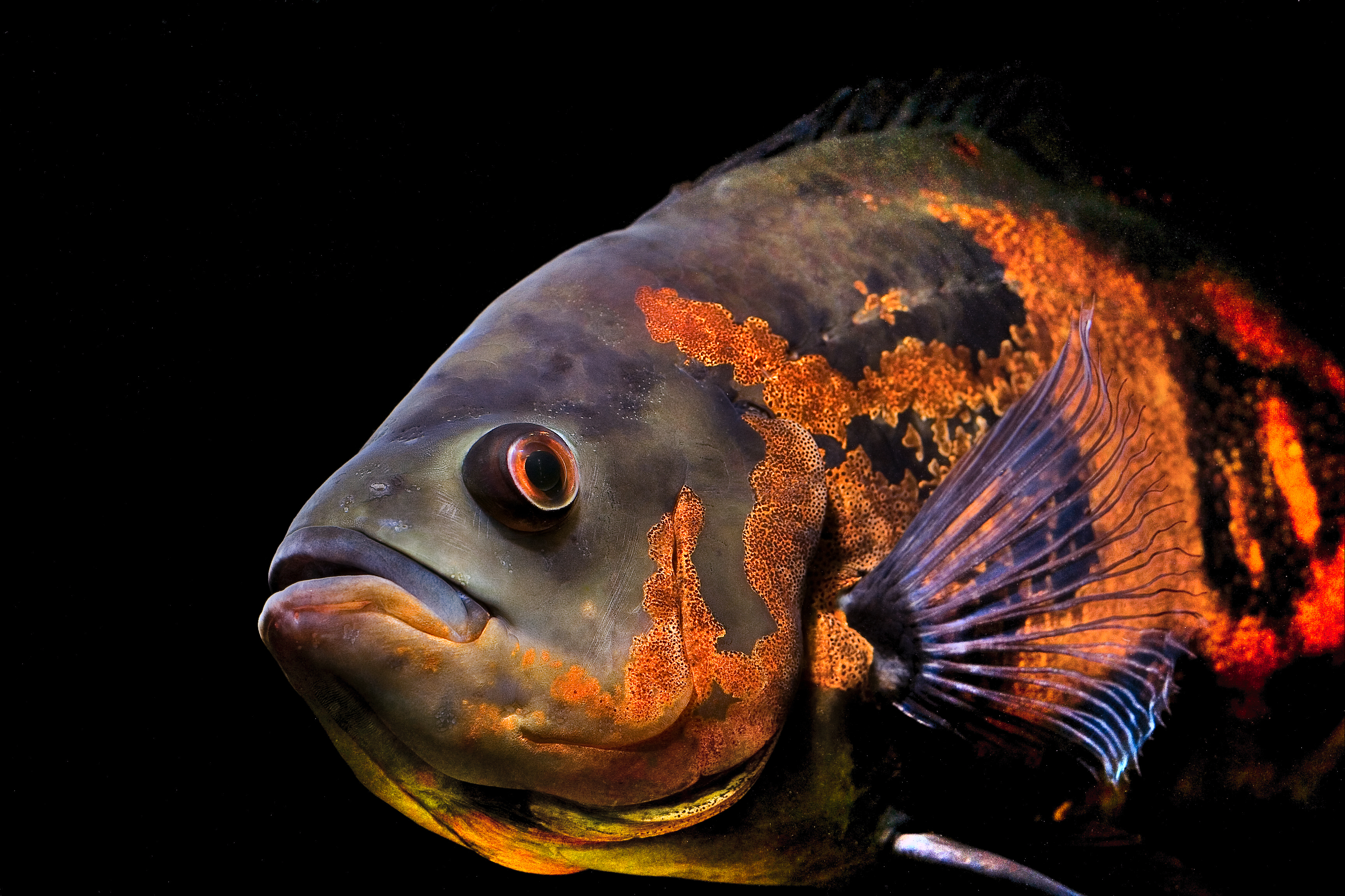
オスカーの頭部

本種はペルー、エクアドル、コロンビア、ブラジル、フランス領ギアナに生息している。 原産地では普通流れの緩い川に棲み、沈んだ枝の間などに隠れているのが観察される。中国やオーストラリア北部、そしてアメリカのフロリダ州では、観賞用に輸入した本種が野生化した事例も報告されているが、12.9℃以下の水温では生きられないため、生息できる範囲は限られる。

## 性と繁殖
本種は一般的に性的二型を示さないと言われるが、雄は雌より早く成長することや、いくつかの野生種の系統では背びれに黒い斑点があるのが雄だけであることなどが報告されている。生後約1年で性的成熟に達し、9年から10年にわたって繁殖し続ける。繁殖の時期や頻度は、雨の量によって変化することが示唆されている。水槽内における繁殖の事例等から、両親が卵と稚魚の世話をする基質産卵魚（岩や木に卵を産みつける魚）であることは分かっているが、野生下でどれくらいの期間ペアが維持されるのかは分かっていない 。ペアはテリトリーを作って他魚を追いやり、水平、もしくは垂直な面を探してクリーニングし、1,000個から3,000個の卵を産みつける 。

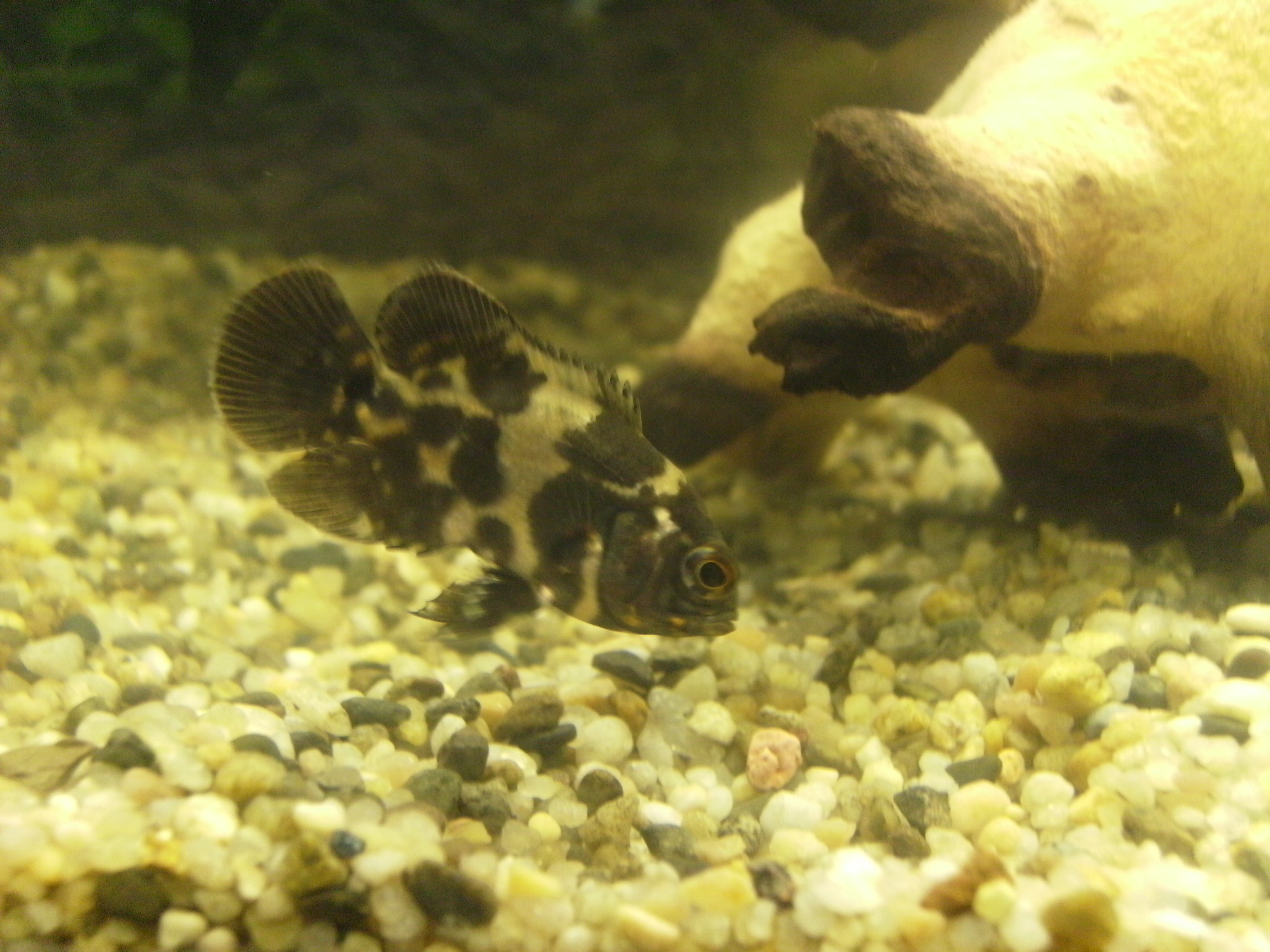
オスカーの幼魚

## 食性
飼育下では大型肉食魚用の人工飼料やザリガニ、ミールワームなどの昆虫といった餌を与える。生き餌を与えることによって成長が早くなることがあるが、寄生虫の危険もある。野生下でよく捕食する魚はBunocephalus属、 Rineloricaria属、そしてOchmacanthus属などのナマズである。捕食の際には獲物を吸い込むようにして捕らえる。また、体色を変え横たわって死んだふりをして獲物を待ち伏せる行動が報告されている。本種の食性の特徴として、ビタミンCがよく不足することが挙げられ、そのことによる障害もよく見られる。

## 人間との関係

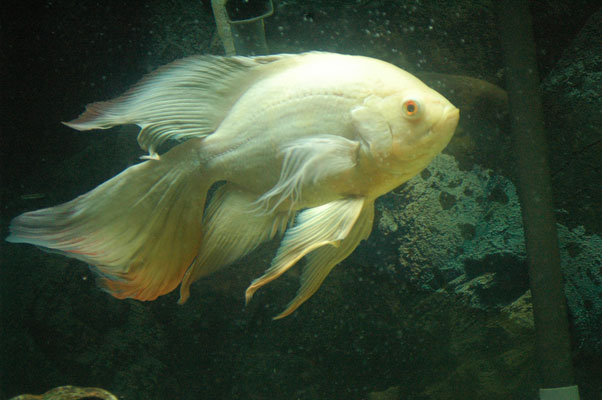
白変個体をもとにした品種で、ひれが伸長するもの。

冒頭で述べたように、本種は世界各地で観賞魚としての人気を誇っているが、原産地では頻繁に食用にされる。
本種は観賞魚として販売するために多くの改良品種が作られている。赤の斑点が多いタイガー・オスカーや、その斑点が体側全体にまで広がったレッド・オスカー、そしてアルビノや白変個体を固定したものなどが特に人気である。それぞれの品種の中でも、体の側面の赤い斑点模様は各個体で変異が大きく、イギリスではアラビア語で「アッラー」（神）という意味の文字に似た模様をもつ個体が話題になったこともある。
オスカーの繁殖に初めて成功したのは40年ほど前、アメリカのフロリダにおいてであるが、初めて商業目的でのオスカーの繁殖に成功したのはタイであった。現在もタイなどの東南アジアでの養殖が盛んであり、世界中に安定して安価な個体が供給されているが、原産地からの輸入個体も季節ごとに輸入される。現地からの輸入個体は「ワイルド・オスカー」と呼ばれ、サイズの大きさや産地の地域や川等によって変異する体色が人気を呼んでおり、マニアの間では有名な産地の個体などには特別な呼称が使われることもある。

## 近縁種
Astronotus crassipinnis (Heckel, 1840)
全長は25cmほどで、A. ocellatus よりも小型である。アマゾン流域を中心とした南アメリカ北部に分布する。